# 樊国梁
皮埃尔-马里-阿方斯·法维耶-迪佩龙（法语：Pierre-Marie-Alphonse Favier-Duperron，1837年9月22日—1905年4月4日），汉名樊国梁，罗马天主教直隸北境宗座代牧主教，遣使会会士。 
1837年9月22日，樊国梁生于法国科多尔省马尔萨奈拉科特。1861年10月18日晋升神父。1862年来到中国传教。1897年11月12日任直隸北境代牧区助理主教。1898年2月20日祝圣主教。1899年4月13日，出任直隸北境代牧区宗座代牧。
1900年义和团事变时被围于北堂，组织了教堂的守卫，保护数千名中国天主教徒。事变结束后，樊国梁被指控下令抢劫。樊國梁在《紐約時報》發表聲明，否認下令搶劫，而是因為當時無店有人，無法購買生活必需品，才自行搬走，但他下令要登記拿走多少，事後依記錄付了款。
1905年4月4日，樊国梁主教在北京逝世，年67岁。